# 브랜던 오스틴
브랜던 앤서니 오스틴(영어: Brandon Anthony Austin, 1999년 1월 8일 ~ )은 현재 잉글랜드 프리미어리그의 클럽 토트넘 홋스퍼에서 뛰는 잉글랜드의 축구 선수이다.

## 구단 경력

### 토트넘 홋스퍼
어린 시절 왓퍼드와 첼시에서 활약한 후, 오스틴은 2007년 토트넘 홋스퍼에 입단했다. 클럽에서의 첫 주요 시즌에는 U-18 팀에서 5경기에 출전하는 데 그쳤다. 다음 시즌에는 총 16경기에 출전하며 2016–17년 시즌 동안 클럽 내 U-18 골키퍼 중 가장 많은 출전 기록을 세웠다. 같은 시즌 프리미어리그 2에서는 U-23 팀 소속으로 2경기에 출전했으며, 2016–17년 UEFA 유스리그에서도 1경기에 출전했다.

## 수상
토트넘 홋스퍼
- UEFA 유로파리그 : 2024-25[4]